# Truth or Consequences
Truth or Consequences är en stad i Sierra County i sydvästra New Mexico utmed Rio Grande. År 2010 bodde där 6 475 invånare. Truth or Consequences är administrativ huvudort (county seat) i Sierra County. 
Stadens namn var fram till 1950 Hot Springs, då det populära radioprogrammet Truth or Consequences annonserade att det skulle sända ifrån den första stad som antog programmets namn.
Programledaren Ralph Edwards besökte sedan staden och dess fiesta den första helgen i maj under 50 år.
I staden finns idag världens första kommersiella uppskjutningsplats för rymdfarkoster.